# 1943 في الجزائر
الأحداث من عام 1943 في الجزائر.

## الأحداث
- تأسيس اتحاد خنشلة عام 1943
- 10 فبراير – إصدار بيان فيفري أو بيان الشعب الجزائري.

## المواليد
- 3 يناير – مولود حمروش
- 12 مارس – حسان لالماس
- 30 أبريل – مراد مدلسي